# Prolimnocyon
Prolimnocyon è un mammifero estinto dell'ordine dei Creodonti, antichi mammiferi in prevalenza carnivori e appartenente alla famiglia degli Hyaenodontidae. Visse in Nordamerica e in Asia durante il Paleocene superiore e l'Eocene inferiore, nel periodo compreso tra 58,7 e 48,6 milioni di anni fa.

## Descrizione
Il Prolimnocyon era un tipico rappresentante dei Creodonti di dimensioni ridotte. Era caratterizzato da un aspetto simile ad una donnola o ad una faina con cui condivide numerose caratteristiche seppur non strettamente imparentati (corpo allungato, zampe corte e agili, coda folta e pelliccia vigorosa), tuttavia il muso era la principale differenza: infatti esso era piuttosto lungo con la presenza di una forte cresta sagittale e creste occipitali ben sviluppate. Anche la dentatura era abbastanza retrograda con una notevole presenza di molari e premolari sviluppati.

## Tassonomia
Attualmente sono note ben cinque specie corrispondenti al genere Prolimnocyon, quattro di esse sono note in Nordamerica (rispettivamente la specie P. antiquus in Wyoming, la specie P. atavus in Wyoming e Colorado, la specie P. eerius anch'essa in Wyoming mentre la specie P. haematus in Wyoming e Colorado) mentre l'ultima, la specie P. chowi è stata scoperta in Cina, nel sito di Bayan Ulan di cui ci è noto solo un frammento di mandibola. L'animale (che letteralmente significa 'prima di limnocyon') è stato chiamato così perché sembra che si tratti dell'antenato del Limnocyon, un membro della stessa famiglia che visse anch'esso in Nordamerica e risultava essere più specializzato e grande.

## Paleobiologia
Il genere Prolimnocyon viveva in un periodo caratterizzato da un clima piuttosto caldo in cui l'emisfero boreale era coperto di ampie foreste pluviali. Questo animale si aggirava nel sottobosco alla ricerca di prede e probabilmente si muoveva di notte. La specie P. chowi risultava essere la più piccola del genere e anche la più antica, ma la scarsità di fossili non permette di confermare questo assunto. Le altre specie americane erano più recenti e sopravvissero fino all'Eocene, quando furono rimpiazzate da altri animali più adatti.